# Бедулита
Бедулита (итал. Bedulita) — коммуна в Италии, находится в регионе Ломбардия, в провинции Бергамо.
Население составляет 723 человека (2008), плотность населения составляет 175 чел./км². Занимает площадь 4 км². Почтовый индекс — 24030. Телефонный код — 035.
Покровителем коммуны почитается святой архангел Михаил, празднование 29 сентября.

## Демография
Динамика населения:

## Администрация коммуны
- Официальный сайт: